# Tarsicopia robusta
Tarsicopia robusta là một loài bướm đêm trong họ Noctuidae.